# Club de Deportes Ñublense
El Club de Deportes Ñublense és un club de futbol xilè de la ciutat de Chillán. Va ser fundat el 20 d'agost de 1916 i disputa els seus partits a l'estadi Bicentenario Municipal Nelson Oyarzún, amb capacitat per a 12.000 espectadors.

## Palmarès
- 1 Lliga xilena de segona divisió: 1976, 2020
- 3 Lliga xilena de tercera divisió: Clausura 1985, 1992, 2004

## Jugadors destacats
- Danilo Aceval
- Julio Barroso
- Mario Cáceres
- Cristián Canío
- Humberto Cruz
- José Luis Jeréz
- Tomás Lanzini
- Gabriel Migliónico
- Reinaldo Navia
- Álvaro Ormeño
- Mario Osbén
- Humberto Suazo
- Juan Pablo Úbeda